# Астільба
Астільба, або Астільбе (лат. Astilbe) — рід багаторічних рослин родини ломикаменеві (Saxifragaceae), об'єднує 18  видів.

## Поширення та екологія
У дикому вигляді зустрічається у Східній Азії, Японії, Північній Америці.
Представники роду зустрічаються у широколистних лісах, по берегах струмків, у багнистих місцях, де влітку зберігається волога. Під шаром снігу рослини добре переносять зиму, у Канаді астільба зустрічається на територіях, на яких температура опускається до −37 °C.
У Європу з Японії астільбу наприкінці 18 або початку 19 століття привезли мисливці за дивовижними рослинами Карл Петер Тунберг та фон Філіп Франц фон Зібольд, і з тих пір вона є фаворитом усіх тіньових садів.

## Ботанічний опис
Багаторічна трав'яниста рослина з відмираючою на зиму надземною частиною. Стебло прямостояче, висота в залежності від виду — від 8 до 200 см.
Численні прикореневі листки на довгих черешках, двічі або тричі перисті, рідше прості, темно-зелені або червонувато-зелені, зубчасті.
Квітки дрібні, білі, рожеві, бузкові, червоні або пурпурові, зібрані у верхівкові суцвіття — волоті різної довжини. Цвітуть у червні — липні.
Плід — коробочка. У 1 грамі до 20000 насінин.

## Види
- Astilbe biternata (Vent.) Britton
- Astilbe chinensis (Maxim.) Franch. & Sav. — Астильба китайская
- Astilbe crenatiloba (Britt.) Small
- Astilbe crispa (Arends) Bergmans
- Astilbe grandis Stapf ex E. H. Wilson
- Astilbe japonica (C.Morren & Decne.) A.Gray
- Astilbe longicarpa (Hayata) Hayata
- Astilbe macroflora Hayata
- Astilbe microphylla Knoll

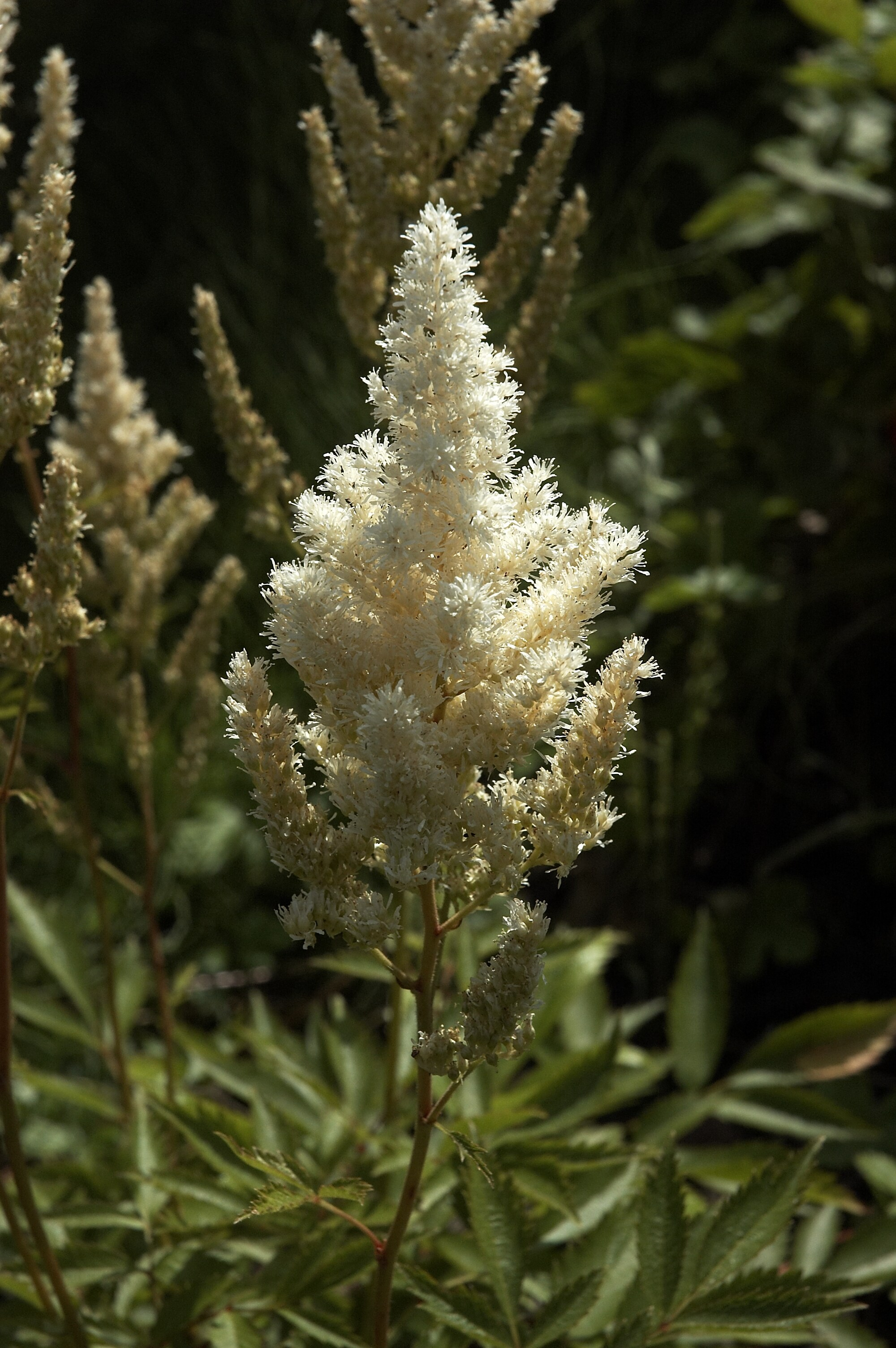
Astilbe japonica

  - Astilbe microphylla var. riparia Hatus.
- Astilbe platyphylla H.Boiss.
- Astilbe rivularis Buch.-Ham. ex D. Don
  - Astilbe rivularis var. angustifoliolata H.Hara
  - Astilbe rivularis var. myriantha (Diels) J. T. Pan
- Astilbe rubra Hook.f. & Thomson
- Astilbe sikokumontana Koidz.
- Astilbe simplicifolia Makino
- Astilbe thunbergii (Siebold & Zucc.) Miq.
- Astilbe thunbergii var. congesta H.Boissieu
- Astilbe thunbergii var. fujisanensis (Hara[en]) Ohwi
- Astilbe thunbergii var. hachijoensis (Hara[en]) Ohwi
- Astilbe thunbergii var. kiusiana Hara[en]
- Astilbe thunbergii var. longipedicellata Hatus.
- Astilbe thunbergii var. okuyamae (Hara[en]) Ohwi
- Astilbe thunbergii var. shikokiana (Hara[en]) Ohwi
- Astilbe thunbergii var. terrestris (Hara[en]) Ohwi